# گریت شفورد
گریت شفورد (به انگلیسی: Great Shefford) یک روستا و محله مدنی در بریتانیا است که در West Berkshire واقع شده‌است. گریت شفورد ۱۳٫۶ کیلومتر مربع مساحت و ۹۳۷ نفر جمعیت دارد.